# Zdravstvena njega
Zdravstvena njega jedna je od kompetencija medicinske sestre - tehničara, definirana Zakonom i posebnim pravilnicima. Uključuje primjenu specifičnih znanja i vještina temeljenih na znanstvenim spoznajama iz područja sestrinstva, prirodnih, medicinskih i humanističkih znanosti, a provodi se na svim razinama zdravstvene zaštite, u djelatnosti socijalne skrbi i svim djelatnostima u kojima medicinske sestre pružaju izravnu zdravstvenu zaštitu.
Zdravstvena je njega profesija unutar sektora zdravstvene zaštite s fokusom na brizi o pojedincima, obiteljima i zajednicama tako da mogu ostvariti, održavati ili oporavljati optimalno zdravlje i kvalitetu života. Medicinske se sestre mogu razlikovati od ostalih pružatelja zdravstvene njege prema pristupu njege pacijenata, obučavanju i obujmu prakse. Medicinske sestre djeluju u mnogim specijalnostima s različitim razinama ovlašćenja za propisivanje. Mnoge medicinske sestre pružaju njegu u okviru zahtjeva liječnika i ova tradicionalna uloga oblikovala je javni imidž medicinskih sestara kao pružatelja njege. Međutim, u većini jurisdikcija medicinskim sestrama dozvoljeno je samostalno djelovati u raznim okruženjima. Nakon Drugog svjetskog rata, obrazovanje medicinskih sestara prošlo je kroz proces diverzifikacije prema naprednim i specijaliziranim kvalifikacijama, a mnogi tradicionalni propisi i uloge pružatelja usluga se mijenjaju.